# Liesjärvi Nationalpark
Liesjärvi Nationalpark (finsk: Liesjärven kansallispuisto) er en nationalpark i regionen Tavastia Proper i Finland . Dets areal er 22 km².
I 1920 var en del af det nuværende nationalparkområde allerede defineret som beskyttet område. Det relativt lille parkområde har over 40 km kystlinje.
Som en helhed er nationalparken et stykke af det næsten naturlige søhøjland i Häme. Det inkluderer Korteniemigården, hvor besøgende kan prøve deres færdigheder i traditionelt landbrugsarbejde.
Der er campingpladser til campingvogne og telte .